# Hilárima
Hilárima (en griego antiguo: Ὑλλάριμα) fue una ciudad del interior de la antigua Caria, habitada durante la época helenística, romana y bizantina. Hilárima es uno de los sitios de con mayor número de inscripciones y es un sitio-modelo de una variante de los alfabetos carios. Estuvo bajo la dominación de Rodas entre el 189 y el 167 a. C. Tenía varios santuarios rurales, de los cuales el más notable es el de Zeus Hyllos.
Hilárima fue la sede de un obispo en la antigüedad; y aunque ya no resida ningún obispo, sigue siendo una sede titular de la Iglesia Católica.
El yacimiento está ubicado cerca de Mesevle en Anatolia.
Se ha puesto en relieve que aún se pueden observar sus grandes teatros históricos dentro de las ruinas, pero aún no se han realizado excavaciones en el sitio. Si bien no hay evidencia de que halla tenido habitantes prehistóricos, según la ubicación, los historiadores creen que hay potencial de ello. 